# Eriogonum saxatile
Eriogonum saxatile är en slideväxtart som beskrevs av S. Wats.. Eriogonum saxatile ingår i släktet Eriogonum och familjen slideväxter. Inga underarter finns listade i Catalogue of Life.